# 轟轟戦隊ボウケンジャーVSスーパー戦隊
『轟轟戦隊ボウケンジャーVSスーパー戦隊』は、2007年3月9日に発売されたオリジナルビデオ作品。『轟轟戦隊ボウケンジャー』のオリジナルビデオ作品であり、スーパー戦隊VSシリーズの一つ。47分。

## 概要
スーパー戦隊Vシネマ第13作。スーパー戦隊30作記念作の締めくくりとして、本作品は『百獣戦隊ガオレンジャーVSスーパー戦隊』同様、現役戦隊と歴代戦隊選抜メンバーの共演を描いた。本作品では『ハリケンジャー』から『マジレンジャー』までの4戦隊から選抜された戦士たちとボウケンジャーが共闘する。登場する歴代戦士は、ハリケンブルー（『忍風戦隊ハリケンジャー』）、アバレブラック（『爆竜戦隊アバレンジャー』）、デカブレイク（『特捜戦隊デカレンジャー』）、マジイエロー、マジシャイン（『魔法戦隊マジレンジャー』）の5名。さらに本作品オリジナルの戦士・アカレッドが登場。
本作品ではこれまでのスーパー戦隊Vシネマとは異なり、通常戦隊シリーズ中盤で加入する6人目の戦士（高丘映士 / ボウケンシルバー）から見た視点で描かれているのも大きな特徴である。また戦闘シーンもレッドコンビ（アカレッド&ボウケンレッド）、男性戦士チーム（アバレブラック、マジイエロー、ボウケンブラック、ボウケンブルー）、女性戦士チーム（ハリケンブルー、ボウケンイエロー、ボウケンピンク）、6人目チーム（デカブレイク、マジシャイン、ボウケンシルバー）に戦隊メンバーもチーム分けされて敵幹部軍団と戦闘した。
敵側も再生された敵幹部として、ツエツエ（『百獣戦隊ガオレンジャー』）、フラビージョ（『ハリケンジャー』）、メーミィ（『マジレンジャー』）が登場。フラビージョの戦隊シリーズへの登場はこれで4作品目となる。爆竜ブラキオサウルスも登場しているが、オリジナルキャスト（銀河万丈）の声の出演は無かった。『ボウケンジャー』レギュラーの敵組織で登場したのはゴードム文明のガジャだけで、その他の敵キャラクターは登場しない。オリジナルロボとして、ダイボイジャーに追加パーツを配したバーニングレジェンドダイボイジャーが登場する。
DVD版のデザインギャラリーにて本編にも登場した「スーパー戦隊住所録」の各戦士のページを閲覧することが可能で、『ハリケンジャー』から『マジレンジャー』の主な事件の時系列を知ることができる。なお、恐竜やの設定も健在である。特に、時期が不明瞭だったVシネマや劇場版の時系列が確認できるが、『アバレンジャーVSハリケンジャー』のように、辻褄が合わない場合も存在する。
『轟轟戦隊ボウケンジャー』の本放送ではハイビジョンでの放送だったが、本作品は通常の4:3での収録となっている。本シリーズのハイビジョンでの制作は、次作『ゲキレンジャーVSボウケンジャー』からとなる。
本作品はタイトルバックはないものの、前作、前々作では存在しなかったオープニングテーマが復活し、オープニングナレーションは本作品オリジナルとなっている（これは次作も同様）。
中川幸太郎の本編音楽に加え、BGM「対決」とエンディングテーマ「伝説」（後者の歌唱は串田アキラ・宮内タカユキ・MoJo、作詞は會川昇）の作・編曲で渡辺宙明が参加。スーパー戦隊Vシネマで初めて、サウンドトラックCDが発売された。

## あらすじ
いつものようにゴードム文明と戦うボウケンジャーの5人。しかし、大神官ガジャと手を組んだ時の魔人クロノスによって、異空間に飛ばされてしまう。1人残された高丘映士（ボウケンシルバー）の前に、アカレッドが現れる。単独ではクロノスにかなわないというアカレッドの助言に従い、映士は先輩戦士たちの元へ向かう。
先輩戦士たちと共にクロノスへ立ち向かうボウケンシルバーだったが、その連携は全くのバラバラ。クロノスたちに苦戦する。しかし、映士とボウケンジャーの仲間との絆を知った彼らは改めて団結する。一方、クロノスは歴代の悪の幹部を復活させることで、ある陰謀を進めていた。

## 登場キャラクター
『轟轟戦隊ボウケンジャー』の登場キャラクターについては、轟轟戦隊ボウケンジャーの登場人物を参照。ゲストキャラクターについては各リンク先を参照。
ゲストキャラクター
- 野乃七海 / ハリケンブルー
- アスカ / アバレブラック
- 姶良鉄幹 / デカブレイク
- 小津翼 / マジイエロー
- ヒカル / マジシャイン
- ツエツエ
- フラビージョ
- メーミィ

### オリジナルキャラクター
アカレッド
全身真紅の謎の戦士で赤の魂を受け継ぐ者。初めて映士の前に現れた際は「スーパー戦隊 アカレッド」と名乗り、「戦隊のリーダーたる赤の戦士たちの、平和への願いより生まれし者」と自己紹介した。時の魔神クロノスによって異空間に閉じ込められたボウケンジャーを救うため、ただ1人残った映士にスーパー戦隊住所録を渡して先輩戦士たちの力を借りるよう助言する。
「ソウル降臨!（戦士名）!」の後のコールで偉大なる戦士の魂を宿すことで歴代のレッド系戦士の姿に変化することが可能で劇中ではガオレッドとマジレッドになって敵と戦い、ハリケンレッド、アバレッド、デカレッドは名乗りの際に一瞬だけ変身したのみだが、設定上はアカレンジャーからタイムレッドにも変身可能。また、左胸の「30th ANNIVERSARY」エンブレムから歴代レッドの武器を取り出すことも可能。劇中ではティラノロッドを自ら使用し、ボウケンレッドにハヤテ丸とディーマグナムを貸し与えた。
それから4年後に放送された35作記念作品の『海賊戦隊ゴーカイジャー』ではキャプテン・マーベラス/ゴーカイレッドが所属していた「赤き海賊団」のリーダーとして登場。スーツのデザインは基本的に本作品と同様だが、左胸のエンブレムの数字が35に変更され、ベルトのバックルにVが追加されている他、ゴーカイジャーの武器であるゴーカイサーベルとゴーカイガンを武器として所持している。ゲスト出演の明石（ボウケンレッド）がこの名をつぶやいたことから同一人物であることがうかがえる。
さらに5年後の40作記念作品『動物戦隊ジュウオウジャー』のBlu-ray COLLECTIONの映像特典である『動物戦隊ジュウオウジャー スーパー動物大戦』にも登場。左胸のエンブレムの数字が40、ベルトのバックルのVがXに変更されている。
さらに5年後の45作記念作品『機界戦隊ゼンカイジャー』本編には登場しなかったものの、スーパー戦隊公式Twitterの2021年2月20日のツイートで左胸のエンブレムの数字が45になったアカレッドの画像が投稿されている。
- 元々はシリーズ30作目を記念しての宣伝用キャラクターとして企画されたものだったが、「現行戦隊であるボウケンジャーの存在感が薄くなる」として一度お蔵入り。その後、本作品の企画が立ち上がったことで再利用された。炎をモチーフとした戦隊がいなかったため、ファイヤーパターンを描いている。

『炎神戦隊ゴーオンジャー』GP-39「郷愁ノコドモ」に登場した害気目蛮機獣ヤタイバンキの胴体に付けられたお面の中に、彼の顔のお面が確認できる。後に『スーパー戦隊VSシリーズ劇場』にて「ハイド（ゴセイブルー）の変身」という形で登場している。
なお、前述の『スーパー動物大戦 第1話』でセラ/ジュウオウシャークの「アカレッドがいるってことはアオブルーもいるの？」の発言に対し、「アオブルーはいない。アカブルーだ！」と答えている。
時の魔神クロノス
時間使いの魔神。
時計型の盾や胸部からの蔦を武器としており、身体中の時計の針を逆回転させて発生させた枯れ葉で対象を異空間に閉じ込める魔術エキサイショディーズも使用。後述の三賢者の杖を入手した後は、前面に高速回転させる防御技のスクリュー返し。三賢者の杖を回転させての竜巻に加え、上部と右部の空間からも竜巻を放つトリプルスクリュー。三賢者の杖で右斜め上から左斜め下に切り裂いた後、左から右に切り裂く必殺デスワンドキル。杖から放つ電撃光線の魔術エレクトリカルビームを使用。
ガジャからゴードムエンジン3つを受け取り、それらと砂時計と自らの特殊能力とを合わせて、メーミィ、ツエツエ、フラビージョを邪悪な巫女として復活させ、3人を合体させて、プレシャス・三賢者の杖（ハザードレベル：666）を入手。その過程でボウケンジャーの初期メンバーやヒカルを異空間に閉じ込めてもいる。
ボウケンジャーとドリーム戦隊との戦いの最中、三賢者の杖で巨大化。アルティメットダイボウケンのアルティメットブラスターとサイレンビルダーのトリプルリキッドボンバーを受けてもモノともせず、エレクトリカルビームで勝利。ダイボイジャーとの戦いでは、アドベンチャーダブルスクリューをスクリュー返しで受け止めつつ、トリプルスクリューで破り、デスワンドキルでダメージを与える。しかし、バーニングレジェンドダイボイジャーには敵わず、ダブルファイヤーパンチと30thスーパー戦隊ソウルの前に敗北。
- 準備稿では『ボウケンジャーVSマジレンジャー』として企画が進んでいたため、等身大時は『魔法戦隊マジレンジャー』の冥獣人としてデザインされている。古い樹木とウミガメの要素を合わせて構成されているため、葉っぱとウロコが重なるようになっている。デザインイメージは老化を体内時計で遅らせて逃れているかなり高齢な人物。巨大化後に装備した追加パーツは時間に関するものという繋がりで『未来戦隊タイムレンジャー』のプロバイダスをモチーフとしている。

## 装備・戦力
ピンクイエローフルスロットルクラッシュ
ボウケンイエローとボウケンピンクがハリケンブルーの肩を踏み台にしてジャンプ、2人で同時にサバイブレードで垂直斬りを繰り出す技。
ツエツエ相手に使用。
ブラックハンマーノック
ボウケンブラックの技。落ちてくる敵をラジアルハンマーで横スイングで殴り飛ばす。
ガジャ相手に使用。
ブルーフライングヒット
ボウケンブルーの技。敵に飛びかかり、敵を掴んで浮遊しながら壁に叩き付ける。
ガジャ相手に使用。
スーパー戦隊ボール
ボウケンシルバー・アカレッド・4人の先輩戦士によるボール型爆弾を使用した必殺技。アカレッドからのパスをレジェンドマジイエローが魔法聖杖ダイヤルロッドでアバレブラック アバレモードがキックでデカブレイクがパンチでハリケンブルーに渡した後、ボウケンシルバーが「フィニッシュ」の掛け声とともにボールを敵目掛けて蹴り飛ばす。
カースを一掃した。
デュアルクラッシャー・スペシャルバージョン
ボウケンシルバーを中心とした合同技。デカブレイクとマジシャインの補助を受けた状態から放つデュアルクラッシャー。
メーミィ相手に使用。
バーニングレジェンドダイボイジャー
ダイボイジャーがボウケンシルバーの「希望」、マジシャインの「愛」、マジイエローの「勇気」、デカブレイクの「正義」、アバレブラックの「情熱」、ハリケンブルーの「友情」のスーパー戦隊魂の力を受け取ったアカレッドが作り出した強化パーツを纏って強化した姿。
炎の拳で叩き付けるダブルファイヤーパンチや30戦隊の魂で敵を討つ30thスーパー戦隊ソウルなどの技を使う。
- 当初は『魔法戦隊マジレンジャー』に登場するマジレジェンドとの魔法合体を想定してデザインされていたと当時のインタビューで語られている。名前に「レジェンド」と付くのはその名残である。

## キャスト
- 明石暁 / ボウケンレッド - 高橋光臣
- 伊能真墨 / ボウケンブラック - 齋藤ヤスカ
- 最上蒼太 / ボウケンブルー - 三上真史
- 間宮菜月 / ボウケンイエロー - 中村知世
- 西堀さくら / ボウケンピンク - 末永遥
- 高丘映士 / ボウケンシルバー - 出合正幸
- 野乃七海 / ハリケンブルー - 長澤奈央 『忍風戦隊ハリケンジャー』
- アスカ / アバレブラック - 阿部薫 『爆竜戦隊アバレンジャー』
- 姶良鉄幹 / デカブレイク - 吉田友一 『特捜戦隊デカレンジャー』
- 小津翼 / マジイエロー - 松本寛也 『魔法戦隊マジレンジャー』
- ヒカル / マジシャイン - 市川洋介 『魔法戦隊マジレンジャー』
- 大神官ガジャ - 大高洋夫
- ツエツエ - 斉藤レイ 『百獣戦隊ガオレンジャー』
- フラビージョ - 山本梓 『忍風戦隊ハリケンジャー』
- 牧野森男 - 斉木しげる

### 声の出演
- メーミィ - 高戸靖広 『魔法戦隊マジレンジャー』
- クロノス - 緒方文興
- アカレッド - 古谷徹
- ミスター・ボイス - 田中信夫
- ズバーン - 堀秀行
- スモーキー - 草尾毅 『魔法戦隊マジレンジャー』
- ナレーション - 太田真一郎

### スーツアクター
- ボウケンレッド[11] - 福沢博文
- 今井靖彦
- 竹内康博
- 蜂須賀祐一
- 中川素州
- 日下秀昭
- アカレッド[12][13] - 矢部敬三
- 甲斐将馬
- 清家利一
- 小野友紀
- 縄田雄哉
- 大岩永徳
- 大林勝
- 岡元次郎
- 村岡弘之
- 佐藤賢一
- 末野卓磨
- 三住敦洋
- 神尾直子

## スタッフ
- 製作：テレビ朝日、東映ビデオ、東映、東映エージエンシー
- 原作：八手三郎、石ノ森章太郎
- プロデュース：八木征志（テレビ朝日）、日笠淳・宇都宮孝明（東映）、加藤和夫（東映ビデオ）、矢田晃一（東映エージエンシー）
- 脚本：大和屋暁
- 音楽：中川幸太郎、渡辺宙明[注釈 6]
- 撮影：松村文雄
- 助監督：加藤弘之、大峯靖弘、須上和泰、田中孝典
- 計測：岩崎智之
- ガンエフェクト：近藤佳徳（アニーガンサービス）
- ボクシング指導：渡邊昌宏（ジャパンアクションエンタープライズ）
- 音楽プロデューサー：前山寛邦（コロムビアミュージックエンタテインメント）
- プロデューサー補：大森敬仁、泉谷裕
- 特撮監督：佛田洋
- アクション監督：石垣広文（ジャパンアクションエンタープライズ）、新堀和男
- 監督：渡辺勝也

## 音楽
主題歌
オープニングテーマ「轟轟戦隊ボウケンジャー」
作詞 - 岩里祐穂 / 作曲 - 山田信夫 / 編曲 - 京田誠一 / 歌 - NoB
エンディングテーマ「伝説」
作詞 - 會川昇 / 作曲・編曲 - 渡辺宙明 / プログラミング - 大石憲一郎 / 歌 - 串田アキラ、宮内タカユキ、MoJo
挿入歌「Start up! 〜絆〜」
作詞・作曲 - 山田信夫 / 編曲 - 岩崎貴文 / 歌 - NoB